# 善人エド
『善人エド』（ぜんにんエド、Field and Scream、1955年4月30日公開）は、アメリカ合衆国の映画会社のメトロ・ゴールドウィン・メイヤーに所属していたテックス・アヴェリーの監督による短編アニメ作品である。

## 製作スタッフ
- 監督: テックス・アヴェリー
- 音楽: スコット・ブラッドリー
- 製作総括: フレッド・クインビー
- アニメーション製作: グラント・シモンズ、ウォルター・クリントン　マイケル・ラー
- 脚本: ヘック・アレン
- 背景: ジョン・ディドリック・ジョンソン

## 内容
平凡なアメリカのスポーツマンのエド・ジョーンズによる鱒釣り、鴨狩りに鹿狩りという彼の趣味が、多くのギャグを交えて紹介される。
エドの狩猟道楽の生活と独自の方法を挙げてみると、
鱒釣り
- 誰もいない静かな所で釣りを始めるが、いきなり大勢の釣り人が集まって周囲を埋め尽くす。
- 子供が大量に釣っているのを見て、子供が使用していた釣竿を使うが、たくさんの鱒が出て来て「おじさんじゃ嫌だよ」と言われる。
- 湖の中に入って釣っている人を見て真似をするが、エドさんが水に入るとたちまち沈んで溺れる。平気な顔で釣っていたのは、とんでもない脚長男であった。
- 水草が邪魔なのでモーター船と芝刈り機が連動していて、水草を芝刈り機が刈る。
- 釣り糸が縺れる場合用に、縺れた糸を櫛で整え鋏でカットする釣竿を使う。
- ハンドルで巻くのではなく小さい糸車が釣り糸を伸ばしている。
- 毛ばりを帽子にはさんでいると、大きな魚が飛び出してきて帽子ごとエドさんの頭を飲み込んでしまう。
- イクラを餌にしたところ、鱒の方が一枚上手で、イクラを釣り針から外して目玉焼きにした。
- 大物を狙うため湖の真ん中に船を繰り出し釣りをしているが、釣れた次の瞬間にはそれに影響されて他の釣り船も押し寄せて来る。

鴨狩り
- 静まり返った水辺で1羽の鴨を狙うが、撃ち始めると同時に沢山の人が銃を乱射し、時限信管が爆発するなどさながら対空砲火のようになる。また鴨の方は被弾して尻尾から炎を噴きながら飛行機のように墜落するも、羽毛に包まれた胴体から毛の無い中身がそれこそ飛行機の如くハッチを開けパラシュートを背負って脱出する。
- エドさんが鴨笛を使っておびき寄せようとするが、鴨の方からも鴨笛を吹かれる。
- 鴨をおびき寄せるために、普通の鴨のレプリカではなく、ヌードの色っぽい雌の鴨のレプリカを使うが、雄の鴨たちに素早く持ち去られる。
- 最新式のバックミラーを使って2連銃（double barrel. 英語のbarrelは「銃身」、あるいは「樽」）、空気ポンプ付きの空気銃（pump gun）、さらには銃身が象の鼻のように動いて実包を弾薬箱から取り出し自動装填する巨大な猟銃（old elephant gun. 本来「象撃ち銃」は大きな弾丸と強力な炸薬によって威力を高めた猟銃のこと）を使うが、銃が実包を見付けられず代わりに草を抜いてエドさんの口に押し込んだ。

鹿狩り
- 鹿狩りをする時誤って人を撃ってしまわないように、あるハンターが大げさな飾りをつけた衣装を着るが、あっけなく撃たれる。
- そんな目にあわせないようにエドさんがお姑さんに着せたのは、鹿の毛皮のような服。当然、姑さんは獲物にされて、エドさんは帽子を脱いで哀悼を捧げる。
- 鹿を見つけて追いかけるエドさん。遠く銃声が響く。――猟が終わって、ハンターたちが自家用車に撃ち取った鹿を括り付けて帰路につく中、エドさんを車に縛り付けて運転する鹿の姿。

最後にナレーションが「世の中上手くいきませんね」と言って落ちをつける。

## 登場するキャラクター
エド・ジョーンズ
今回の主人公。旧地上波版ではナレーションに「エドさん」と呼ばれる。色々なことをするが何一つ上手くいかない。またエド自身には台詞がなく、ナレーションが行動や結果を紹介する。

## 日本でのテレビ放映
TBSテレビ版の『トムとジェリー』の短編に挟まれて放映されていた。